# Tournoi de la Fraternité 1982
Le Tournoi de la Fraternité 1982 est une compétition sportive de football opposant quatre clubs : les Ivoiriens de l'Africa Sports et de l'ASEC Abidjan (ASEC Mimosas), le club algérien de la JE Tizi-Ouzou (JS Kabylie), vainqueur de la Coupe des clubs champions africains 1981 et le club camerounais de l'Union Douala, vainqueur de la Coupe d'Afrique des vainqueurs de coupe 1981, dans le cadre d'un tournoi amical nommé Tournoi de la Fraternité disputé, au Stade Félix-Houphouët-Boigny, à Abidjan, en Côte d'Ivoire, du 20 janvier au 25 janvier 1982.
La JE Tizi-Ouzou remporte le Tournoi de la Fraternité contre l'Africa Sports le 22 janvier 1982 et la finale de Supercoupe d'Afrique le 25 janvier 1982 contre l'Union Douala.  
La finale de Supercoupe d'Afrique du 25 janvier 1982 entre la JE Tizi-Ouzou et l'Union Douala fut la toute première à être disputée entre les deux vainqueurs des deux compétitions africaines. À l'instar de la Supercoupe d'Europe 1972, cette Supercoupe d'Afrique 1982 n'est pas reconnue officiellement par la Confédération africaine de football. La Supercoupe de la CAF fut créée officiellement 11 ans plus tard en 1993, par la CAF.

## Histoire

### Le Tournoi de la Fraternité 1982
Le 22 janvier 1982, après avoir éliminé en demi-finale du tournoi les Camerounais de l'Union Douala, le club algérien de la JE Tizi-Ouzou remporte le Trophée de la Paix (nom du trophée offert par la Radiodiffusion télévision ivoirienne au vainqueur du tournoi), au Stade Félix-Houphouët-Boigny, face aux Ivoiriens de l'Africa Sports, aux tirs au but, après un match nul de 2-2. L'Union Douala quant à elle termine troisième du tournoi, après s’être imposé, devant le club ivoirien de l'ASEC Abidjan, sur le score de 3-2, lors de la petite finale.

### Les débuts de la Supercoupe d'Afrique
La Supercoupe d'Afrique est un concept remontant déjà aux années 1970, lorsque le Conseil supérieur du sport en Afrique organise une Coupe de la Solidarité africaine opposant le club guinéen du Hafia FC, vainqueur de la Coupe des clubs champions africains 1977, aux Nigérians de l'Enugu Rangers, vainqueurs de la Coupe d'Afrique des vainqueurs de coupe 1977. Le trophée est offert par le président gabonais Omar Bongo. Les Guinéens ne se présenteront pas au match, en mai 1978, à Libreville, au Gabon.

### La toute première finale de Supercoupe d'Afrique en 1982
Au stade Félix-Houphouët-Boigny, une nouvelle finale de Supercoupe d'Afrique est organisée, le 25 janvier 1982, pour clore le Tournoi de la Fraternité 1982 et déterminer le premier super champion d'Afrique. Elle oppose le club algérien de la JE Tizi-Ouzou vainqueur de la Coupe des clubs champions africains 1981 aux Camerounais de l'Union Douala, vainqueurs de la Coupe d'Afrique des vainqueurs de coupe 1981. Le journal France Football publie avant le match : « Une nouvelle Supercoupe d'Afrique est née ». Les Kabyles s'imposent sur le score de 4-3 lors de la séance de tirs au but, après un match nul de 1-1. Le capitaine Mouloud Iboud reçoit le trophée des mains du président ivoirien Félix Houphouët-Boigny et la JE Tizi-Ouzou devient ainsi la toute première super championne d'Afrique.

## Feuilles de match du Tournoi de la Fraternité 1982
Première demi-finale du tournoi
| 20 janvier 1982 | JE Tizi-Ouzou     | 0 - 0 | Union Douala | Stade Félix-Houphouët-Boigny, Abidjan, Côte d'Ivoire |  |
|                 |                   |       |              |                                                      |  |
|                 | Tirs au but ? - ? |       |              |                                                      |  |

Deuxième demi-finale du tournoi
| 20 janvier 1982 | Africa Sports     | 0 - 0 | ASEC Abidjan | Stade Félix-Houphouët-Boigny, Abidjan, Côte d'Ivoire |  |
|                 |                   |       |              |                                                      |  |
|                 | Tirs au but ? - ? |       |              |                                                      |  |

Petite finale du tournoi
| 22 janvier 1982 | Union Douala | 3 - 2 | ASEC Abidjan | Stade Félix-Houphouët-Boigny, Abidjan, Côte d'Ivoire |  |
|                 |              |       |              |                                                      |  |

Finale du tournoi
| 22 janvier 1982 | JE Tizi-Ouzou     | 2 - 2 | Africa Sports | Stade Félix-Houphouët-Boigny, Abidjan, Côte d'Ivoire |  |
|                 |                   |       |               |                                                      |  |
|                 | Tirs au but ? - ? |       |               |                                                      |  |

## Feuille de match de la Supercoupe d'Afrique 1982
Finale de Supercoupe
| 25 janvier 1982 | JE Tizi-Ouzou     | 1 - 1 | Union Douala     | Stade Félix-Houphouët-Boigny, Abidjan, Côte d'Ivoire |  |
|                 | Maghrici 40e      |       | Kamga 72e (pen.) |                                                      |  |
|                 | Tirs au but 4 - 3 |       |                  |                                                      |  |